# Гуткина, Ида Григорьевна
И́да Григо́рьевна (Ги́ршевна) Гу́ткина (1903—1987) — советский историк, специалист по истории международных отношений XIX века.

## Биография
Ида Григорьевна Гуткина родилась в 1903 году. В 1926 году окончила Ленинградский государственный педагогический институт им. А. И. Герцена. Была ученицей Евгения Викторовича Тарле; по воспоминаниям советского историка М. Б. Рабиновича, активно эксплуатировала свою близость к знаменитому учёному.
С 1926 по 1930 годы преподавала историю в школе. С 1930 по 1933 годы заведовала учебной частью и преподавала в Абдулинском педагогическом техникуме Средневолжского края. В 1932 году стала преподавательницей истории в Ленинградском техникуме железнодорожного транспорта им. Ф. Э. Дзержинского. В 1936—1937 годах заведовала аспирантурой в ЛГУ. В 1938 году стала заместительницей декана, с 1941 по 1951 год доцент исторического факультета. Руководила кружком по истории Нового времени в рамках Студенческого научного общества, где среди её учеников были, в частности, В. С. Дякин и А. Н. Цамутали.
В 1942 году защитила кандидатскую диссертацию «Дипломатические отношения между Францией и Россией в 1807—1808 гг.». Одновременно занималась историей российско-британских отношений этого же периода. По мнению А. А. Орлова, соответствующие работы Гуткиной выполнены поспешно и содержат ряд ошибок.
Ида Григорьевна Гуткина умерла в 1987 году. Была похоронена на Преображенском еврейском кладбище.

## Основные работы
- Дипломатические отношения между Англией и Россией в 1810—1812 гг. // Учёные записки ЛГУ. Серия гуманитарных наук. Вып. I. Саратов, 1943. С.48-66.
- Отклики в Англии на Отечественную войну 1812 г. // Новая и новейшая история. 1962. № 5. С.84-91.
- Противоречия европейских держав в первые годы греческой войны за национальную независимость (1823—1826 гг.) // Ученые записки Ленинградского педагогического института им А. И. Герцена. Т. 288. Лг., 1966. С. 124—177.
- Наваринское сражение и европейская дипломатия // Ученые записки Ленинградского педагогического института им А. И. Герцена. Т. 307. Лг., 1969. С. 230—253.
- Греческий вопрос на заключительном этапе восточного кризиса 20-х гг. XIX в. // Проблемы истории международных отношений. Лг., 1972. С. 360—384.

## Награды
- Медаль «За оборону Ленинграда»;
- Медаль «За доблестный труд в Великой Отечественной войне 1941—1945 гг.».